# Boarmia synchroma
Boarmia synchroma är en fjärilsart som beskrevs av William Schaus 1901. Boarmia synchroma ingår i släktet Boarmia och familjen mätare. Inga underarter finns listade i Catalogue of Life.